# The Rolling Stone Album Guide
The Rolling Stone Album Guide, anteriormente conhecida como The Rolling Stone Record Guide, é um livro que, juntamente com sua publicação irmã a revista Rolling Stone, contém opiniões profissionais sobre música popular. O guia pode ser visto no RateYourMusic.com, enquanto uma lista de álbuns atribuída uma classificação de até cinco estrelas pelo guia pode ser visto no Rocklist.com.
Sua primeira edição foi lançada em 1979.